# E-Commerce-Manager
Ein Shop Manager (E-Commerce Manager) verantwortet den gesamten E-Commerce-Auftritt eines Unternehmens. Seine Aufgaben umfassen dabei ein weites Gebiet und reichen von der Sortimentsauswahl für den Onlineshop bis hin zum Management von Retouren sowie Inkasso. Sämtliche Prozesse sind dabei auf die Ziele, die ein Unternehmen mit dem Onlineshop verfolgt, ausgerichtet. Die Erfüllung dieser Ziele verantwortet der Shop Manager.

## Aufgaben eines Shop Managers
Typischerweise zählt es zu den Aufgaben eines Shop Managers die E-Commerce Auftritte zu planen, einzuführen und fortwährend an neue Entwicklungen anzupassen. Dabei fungieren sie als Mittler und Verbindungsglied zwischen den Anforderungen der Fachabteilungen, wie z. B. Marketing, Vertrieb, Webdesign, Content, IT und externer Dienstleister.
Da die Analogie der E-Filiale zur klassischen Filiale nahe liegt, sind auch die Aufgaben des Shop Managers mit denen des traditionellen Filialmanagement verwandt und daran angelehnt. Demnach zählt folglich auch das Management des Warenflusses, des Bestandes, der Produkt- und Preisauszeichnung sowie das Management der direkten Verkaufsprozesse wie Zugang, Retouren und Bezahlung zu den Aufgaben eines Shop Managers. Durch die besondere Stellung einer E-Filiale innerhalb eines Unternehmens, wird das Aufgabenspektrum des Shop Managers noch um zusätzliche Aufgaben aus dem Bereich des Online-Marketings sowie der Sortimentspolitik erweitert.
Die enge Verzahnung zwischen der eingesetzten Software und den damit zu bewältigenden Aufgaben erfordert von einem erfolgreichen Shop Manager auch, dass er über ein ausgeprägtes Verständnis der zugrundeliegenden Technologien verfügt. Für seine tägliche Arbeit und Entscheidungen benötigt der Shop Manager eine Fülle von Daten und Informationen, die er zentral zur Verfügung gestellt bekommen muss. Oftmals ist hier von einem Kommando-Stand oder Management Dashboard die Rede, von wo aus der Shop Manager den E-Commerce Auftritt zentral und ganzheitlich steuert.